# Raja Ampat (Regierungsbezirk)
Raja Ampat ist ein indonesischer Regierungsbezirk (Kabupaten), der den größten Teil des Archipels Raja Ampat einschließt. Nur der Süden der Insel Salawati gehört zum Regierungsbezirk Sorong.

## Geographie
Raja Ampat gehört zur Provinz Papua Barat Daya (Südwestpapua). Hauptstadt ist Wasai (Waisai) auf Waigeo.
Der Regierungsbezirk hat eine Landfläche von 46.108 km², die sich auf 1800 Inseln verteilt. Zählt man die Meeresfläche dazu, ist der Regierungsbezirk 4,6 Millionen Hektar groß. Raja Ampat teilt sich in 24 Distrikte (Kecamatan) und 121 Dörfer (117 Kampung und vier Kelurahan).
| Distrikte                                  | |      |
|                                            | Distrikt | Lage |
| Ayau                                       | Insel Ayau (Aju)                                                                                              |      |
| Ayauinseln (Kepulauan Ayau)                | Nachbarinseln Ayaus                                                                                           |      |
| Kofiau                                     | Inseln Kofiau, Raja, Booinseln und weitere kleine Inseln                                                      |      |
| Meosmanswar                                | Süden und Westen der Insel Gam, Mansuar und Kri                                                               |      |
| Misool                                     | Westen der Insel Misool und vorgelagerte Inseln, wie Nampale, Fafan, Senyu und Gam                            |      |
| Mayalibitbucht (Teluk Mayalibit)           | Insel Waigeo, Südteil der Mayalibitbucht                                                                      |      |
| Nordbatanta (Batanta Utara)                | Norden der Insel Batanta                                                                                      |      |
| Nordsalawati (Salawati Utara)              | Norden der Insel Salawati                                                                                     |      |
| Nordwaigeo (Waigeo Utara)                  | Im Nordosten der Insel Waigeo                                                                                 |      |
| Ostmisool (Misool Timur)                   | Osten der Insel Misool und östlich gelegene Inseln, wie Daram                                                 |      |
| Ostwaigeo (Waigeo Timur)                   | Äußerster Osten der Insel Waigeo                                                                              |      |
| Sembilaninseln (Kepulauan Sembilan)        | Weeim, Nuselainseln und die anderen Sembilaninseln                                                            |      |
| Südbatanta (Batanta Selatan)               | Süden der Insel Batanta                                                                                       |      |
| Südmisool (Misool Selatan)                 | Schmaler Streifen im Südosten der Insel Misool und südöstlich gelegene Inseln, wie Warakaraket, Polee (Pelee) |      |
| Südwaigeo (Waigeo Selatan)                 | Südwesten von Waigeo und Nordosten von Gam                                                                    |      |
| Supnin                                     | Norden von Waigeo                                                                                             |      |
| Tiplol Mayalibit                           | Insel Waigeo, Nordteil der Mayalibitbucht                                                                     |      |
| Wasai (Kota Wasai)                         | Stadt Wasai im Süden der Insel Waigeo                                                                         |      |
| Wawarboni (Wawarbomi)                      | |      |
| Westmisool (Misool Barat)                  | Süden der Insel Misool                                                                                        |      |
| Westsalawati (Salawati Barat)              | Westen der Insel Salawati                                                                                     |      |
| Westwaigeo Festland (Waigeo Barat Daratan) | Westen von Waigeo und Inseln nordwestlich davon, wie Kawe und die Waiaginseln                                 |      |
| Westwaigeo-Inseln (Waigeo Barat Kepulauan) | Insel Gag, Faminseln, Batang Pele und weitere Inseln südwestlich von Waigeo                                   |      |
| Zentralsalawati (Salawati Tengah)          | Mitte der Insel Salawati                                                                                      |      |

## Einwohner
35 der Inseln Raja Ampats sind bewohnt. 2010 zählte man 60.386 Einwohner (33.486 Männer, 26.918 Frauen). 2001 waren es noch 47.771. Fast die gesamte Bevölkerung lebt am Meer. Nur in den Kampungs Kalobo, Waijan, Tomolol, Wasai und Magey wird auch weiter im Inselinneren gesiedelt.